# Endasys spicus
Endasys spicus là một loài tò vò trong họ Ichneumonidae.